# カルロス・アルベルト・ゴメス・デ・ジェズス
カルロス・アウベルト・ゴメス・デ・ジェズス（Carlos Alberto Gomes de Jesus, 1984年12月11日 - ）は、ブラジル・リオデジャネイロ出身の元プロサッカー選手。現役時代のポジションはミッドフィールダー。

## 経歴

### クラブ
2000年にフルミネンセFCでキャリアをスタートさせ、2002年にトップデビューを果たす。その年にカンピオナート・カリオカの獲得に貢献する。
この活躍がジョゼ・モウリーニョの目にとまり、2004年1月、FCポルトに移籍した。ここでスーペル・リーガとUEFAチャンピオンズリーグ獲得に貢献し、UEFAチャンピオンズリーグ 2003-04決勝戦のASモナコ戦では先制ゴールを決める活躍を見せた。
しかしシーズン通してはチームにフィットしきれず2005年にコリンチャンスに移籍した。1月29日のアメリカFC戦でコリンチャンスデビューを飾った。カンピオナート・ブラジレイロ獲得にも貢献したが、チーム内での関係が悪化し、2007年1月に古巣フルミネンセFCにレンタル移籍した。
2007年7月、ドイツのヴェルダー・ブレーメンに4年契約で移籍した。2度目のヨーロッパ挑戦となったが、怪我と睡眠障害に悩まされ通算44分しかプレーしないまま2008年1月にサンパウロFCにレンタル移籍した。シーズン途中でサンパウロから戦力外を言い渡され、2008年5月にボタフォゴFRに移籍した。2009年6月までの契約であったが、2008年11月12日、給与の未払いのためにクラブを去った。2009年1月7日、CRヴァスコ・ダ・ガマにレンタル移籍した。2010年6月、ブレーメンとの契約を満了しヴァスコ・ダ・ガマに3年契約で移籍した。2011年1月、コパ・リベルタドーレス出場の為、グレミオにレンタル移籍。
2015年4月26日、フィゲイレンセFCに加入した。

### 代表
U-23ブラジル代表として2003 CONCACAFゴールドカップメンバーにも選ばれ、2005年にはA代表にも招集されたが、1試合に出場したのみでそれ以降の招集はない。

## エピソード
しばしばチームメイト・監督と衝突したことがあり、エメルソン・レオン監督と大喧嘩の末コリンチャンスから移籍した。またコリンチャンス時代にはカルロス・テベスの真似をして髪型をお揃いにした。

## 所属クラブ
- フルミネンセFC 2002–2003
- FCポルト 2004–2005
- SCコリンチャンス・パウリスタ 2005–2007

→ フルミネンセFC 2007 (loan)
- ヴェルダー・ブレーメン 2007–2010

→ サンパウロFC 2008 (loan)
→ ボタフォゴFR 2008 (loan)
→ CRヴァスコ・ダ・ガマ 2009–2010 (loan)
- CRヴァスコ・ダ・ガマ 2010-2013

→ グレミオFBPA 2011 (loan)
→ ECバイーア 2011 (loan)
- ゴイアスEC 2014
- ボタフォゴFR 2014
- アル・ダフラSSC 2015
- フィゲイレンセFC 2015-2016
- アトレチコ・パラナエンセ 2017
- ボアヴィスタSC 2019

## タイトル

### クラブ
フルミネンセFC
- カンピオナート・カリオカ 2002

FCポルト
- UEFAチャンピオンズリーグ 2003-04
- インターコンチネンタルカップ 2004
- スーペル・リーガ 2003-04
- ポルトガル・スーパーカップ 2004

SCコリンチャンス・パウリスタ
- カンピオナート・ブラジレイロ・セリエA 2005

CRヴァスコ・ダ・ガマ
- カンピオナート・ブラジレイロ・セリエB 2009

### 個人
- カリオカ・チームオブザイヤー 2009